# Hyptiotes puebla
Hyptiotes puebla är en spindelart som beskrevs av Muma och Willis J. Gertsch 1964. Hyptiotes puebla ingår i släktet Hyptiotes och familjen krusnätsspindlar. Inga underarter finns listade i Catalogue of Life.